# Synagoge (Hégenheim)

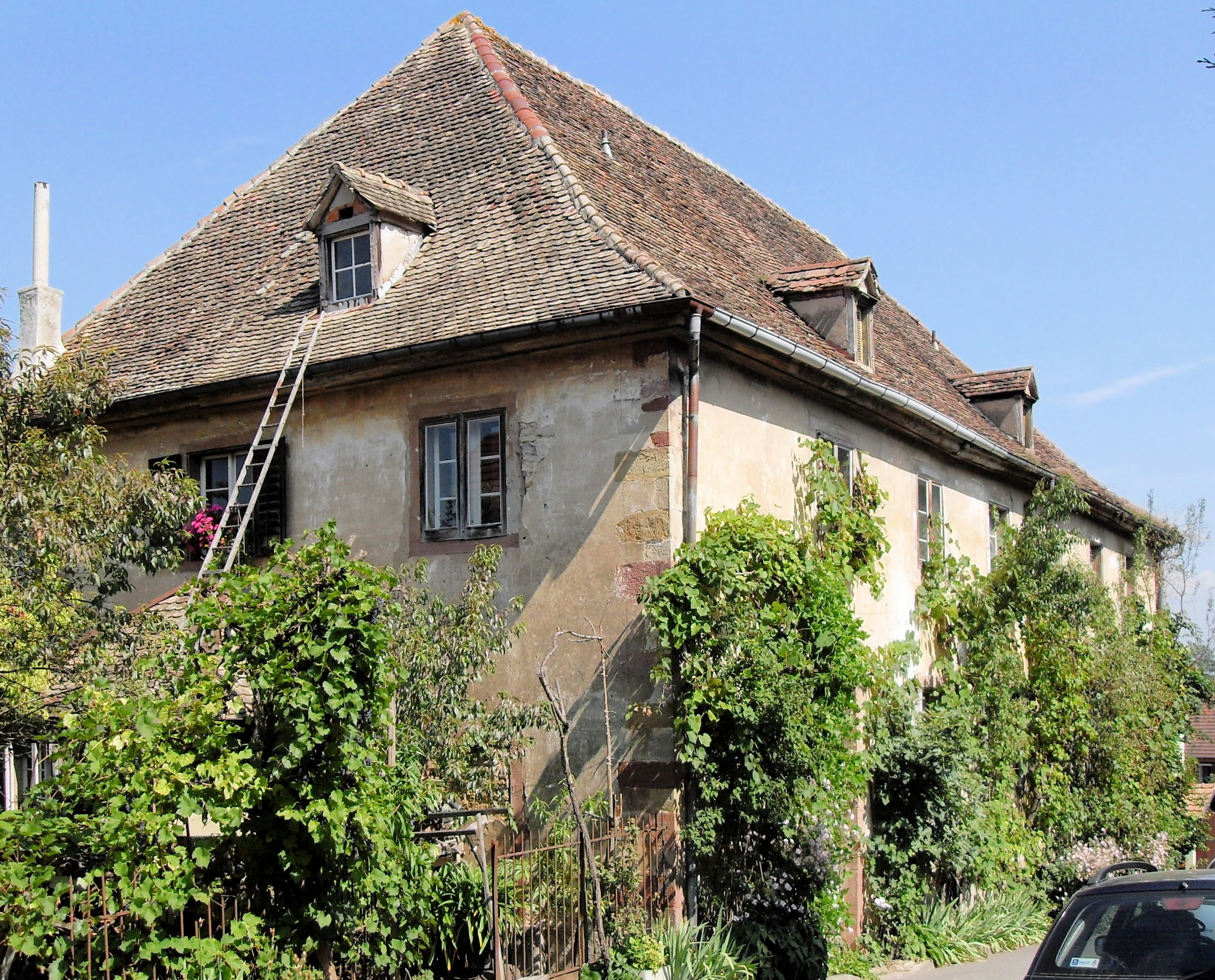
Profanierte Synagoge in Hégenheim (2010)

Die Synagoge in Hégenheim, einer französischen Gemeinde im Département Haut-Rhin der historischen Region Elsass, wurde 1821 errichtet. Die profanierte Synagoge befindet sich an der Rue d’Alsace Nr. 4.

## Geschichte
Eine um 1740 gebaute Synagoge wurde 1815 bei einem Pogrom geplündert und in Brand gesteckt. 1821 wurde eine neue Synagoge errichtet. In der zweiten Hälfte des 19. Jahrhunderts nahm die Zahl der Gemeindemitglieder auf Grund der starken Abwanderung in die Städte stark ab. Deshalb wurde die Synagoge nach dem Ersten Weltkrieg nicht mehr benutzt und fand danach als Werkstatt Verwendung. Sie wurde im Jahr 2020 verkauft und soll ein Kulturzentrum werden.